# Mentes Norbert
Mentes Norbert gitáros, a Moby Dick és Hungarica együttesek alapítója, fő dalszerzője.

## Pályafutása
Másod unokatestvérével, Schmiedl Tamással a The Beatles hatására együtt kezdtek gitározni tanulni Tujmer Gézánál Sopronban, majd 1980-ban tinédzserként megalakították a Moby Dick együttest. Mentesre fiatalon a Tátrai Tiborral felálló Hobo Blues Band gyakorolta a legnagyobb hatást, később pedig Marty Friedman és Zakk Wylde. A Moby Dickkel kezdetben hard rock és heavy metal stílusú dalokat írtak, de 1990-ben megjelent első nagylemezük már a jóval keményebb thrash metal stílust képviselte, és így váltak országosan ismert zenekarrá. Mentes 2021-ig volt a Moby Dick egyik fő dalszerzője, esetenként szövegírója.
1995-ben zenésztársával, Hoffer Péter dobossal a Moby Dick mellett megalakították a Brazzil nevű formációt, amelyben egy másik soproni együttes, a Blokád énekesével dolgoztak. Az együttműködésnek egyetlen album lett az eredménye. 2006-ban Mentes és Hoffer újabb projektet indított be a nemzeti rock stílusú Hungarica együttes megalapításával. A Hungarica a Moby Dick mellett a mai napig működik és stílusában az egyik legsikeresebb zenekarnak számít.

## Könyve
- Mentes Norbert: Na, mi van?. 40 év Moby Dick; Kárpátia Stúdió, Köröstárkány–Balatonfőkajár–Bp., 2021